# Lucky Ravi
Pour plus de détails, voir Fiche technique et Distribution.
Lucky Ravi est un film français réalisé par Vincent Lombard et sorti en 1987.

## Fiche technique
- Titre : Lucky Ravi
- Réalisation : Vincent Lombard
- Scénario : Vincent Lombard et Richard Matas
- Photographie : Pascal Lebègue
- Son : Olivier Schwob
- Montage : Jean-François Naudon
- Mixage : Dominique Dalmasso
- Musique : Laurent Grangier
- Société de production : Out One
- Pays d’origine :  France
- Durée : 84 minutes
- Date de sortie : France - 16 mai 1987

## Distribution
- Michel Didym : Lucky Ravi
- Assumpta Serna : Miss Côte d'Azur
- Rüdiger Vogler : Gino
- Jean-Pierre Bisson
- Alain Cuny
- Jean-Marc Avocat
- Farida Rahouadj

## Sélection
- Festival de Cannes 1987 (sélection Perspectives du cinéma français)[1]